# Orion (Bataan)
Pour les articles homonymes, voir Orion.
Orion (en philippin : tagalog : Bayan ng Orion) est une municipalité de la province de Bataan. Elle compte 56 002 habitants lors du recensement de 2015, 60 771 habitants lors de celui de 2020.

## Géographie
Orion est située sur l'île de Luçon, la plus grande île de l'archipel des Philippines. 
D'une superficie totale de 65,41 kilomètres carrés, Orion est composé de 23 barangays : 
1. Arellano
2. Bagumbayan
3. Balagtas
4. Balut
5. Bantan
6. Bilolo
7. Calungusan
8. Camachile
9. Daang Bago
10. Daang Bilolo
11. Daang Pare
12. General Lim
13. Kapunitan
14. Lati
15. Lusungan
16. Puting Buhangin
17. Sabatan
18. San Vicente
19. Santo Domingo
20. Villa Angeles
21. Wakas
22. Wawa
23. Santa Elena

## Démographie
| Année | Habitants | Évolution |
| ----- | --------- | --------- |
| 1903  | 7 187     | -         |
| 1918  | 7 979     | 0,7 %     |
| 1939  | 10 909    | 1,5 %     |
| 1948  | 8 721     | - 2,46 %  |
| 1960  | 14 672    | 4,43 %    |
| 1970  | 19 672    | 2,97 %    |
| 1975  | 24 283    | 4,31 %    |
| 1980  | 28 049    | 2,92 %    |
| 1990  | 35 263    | 2,32 %    |
| 1995  | 39 537    | 2,17 %    |
| 2000  | 44 067    | 2,35 %    |
| 2007  | 49 164    | 1,52 %    |
| 2010  | 51 454    | 1,67 %    |
| 2015  | 56 002    | 1,63 %    |
| 2020  | 60 771    | 1,62 %    |

## Personnalités liées
- Cayetano Arellano (en) (1847-1920), juriste, premier Philippin nommé président de la Cour suprême des Philippines sous administration américaine, né à Orion.
- Francisco Balagtas (1788-1862), poète philippin, mort à Orion.